# Кан, Павел Харитонович
Павел Харитонович Кан (1931—1996) — советский хозяйственный, государственный и политический деятель.

## Биография
Родился в 1931 году на Дальнем Востоке. Член КПСС с 1959 года.
С 1954 года — на хозяйственной, общественной и политической работе. В 1954—1992 годах — прораб строительного участка, главный инженер, начальник СМУ-1 Каракалпакского строительного треста, директор Янгиерского комбината строительных материалов и конструкций, начальник Джизакстепстроя, первый заместитель начальника Главсредазирсовхозстроя, начальник управления «Голодностепстрой».
За разработку и внедрение методов комплексного освоения пустынных земель Средней Азии в составе коллектива был удостоен Государственной премии СССР в области техники 1983 года.
Избирался депутатом Верховного Совета Узбекской ССР 8-го, 9-го, 10-го созывов.
Умер в Ташкенте в 1998 году.